# Musée de la chanson française
Het Musée de la chanson française is een museum in La Planche, Loire-Atlantique, Frankrijk. Het museum richt zich op het Franse chanson en de artiesten die ze voortbrachten.

## Geschiedenis
Het museum werd in 1995 opgericht, met hulp van de voormalige burgemeester van La Planche, Lucien Richard. Op 24 juni van dat jaar werd het museum officieel geopend door Michel Boschat, de subprefect van Loire-Atlantique. In 1998 werd de naam Musée de la chanson française officieel gedeponeerd bij het Franse merkagentschap INPI. Het doel van het museum is om te blijven herinneren aan de nalatenschap van de chansoniers.
Het museum is gevestigd in een oude kapel (kerkje) van een bejaardentehuis, dat in 1991 de deuren sloot. Het idee om het museum in de kapel te vestigen, ontstond tijdens een ontmoeting tussen Maurice Lecorps, de voorzitter van de Musidora-vereniging, en de zanger Serge Urso. Niet ver van de kapel, in Saint-Philbert-de-Grand-Lieu, organiseerde de Musidora-vereniging jaarlijks het regionale concours van de Franse chansons.

## Collectie
Het museum heeft zijn omvangrijke collectie tentoongesteld in het schip van de kapel. De stukken worden getoond in vitrines en aan de muren. In de collectie bevinden zich een groot aantal was- en vinylplaten, gouden en platina platen, foto's, posters, boeken, beelden, en verschillende audiospelers, waaronder een jukebox en een draaiorgel. Het museum beschikt over een aantal unieke stukken, zoals posters die nooit in omloop kwamen en getekende platenhoezen. De oudste plaat in het museum dateert van 1850.